# 広瀬川原駅
広瀬川原駅（ひろせがわらえき）は、埼玉県熊谷市にある秩父鉄道秩父本線の貨物駅。広瀬川原車両基地が隣接している。

## 概要
元は荒川で採掘される砂利の積み出しを目的に開設された貨物駅であるが、資源状況にともない開設と廃止を繰り返した歴史がある。1968年（昭和43年）に熊谷にあった車両基地の移転とともに現在地に移設されたが、以後の貨物扱いは甲種車両輸送と機関車用の撒砂程度しかない。敷地のほとんどが広瀬川原車両基地の建屋である。秩父鉄道のダイヤグラムにも記載されたれっきとした駅であり、回送列車や試運転列車はこの駅に発着する。
駅名を示す物は通常なにもないが、年に一度開かれる車両基地公開イベント「わくわく鉄道フェスタ」の際には「広瀬川原」の駅名標（秩父鉄道各駅で使用されているものと同様のもの）が設置される。
| 構内 |  | 駅名標 |
| 構内 |  | 駅名標 |

## 歴史
- 1922年（大正11年）5月13日：開業。
- 1934年（昭和9年）4月20日：廃止。
- 1943年（昭和18年）9月2日：再開業。
- 1945年（昭和20年）
  - 5月28日：廃止。
  - 10月13日：再々開業。
  - 1968年（昭和43年）11月12日：移設。

## その他
- 「わくわく鉄道フェスタ」が開かれる際は、当駅発着の臨時列車が運転される。2018年までは当駅から秩父本線各駅へのきっぷや、当駅の入場券も発行されていたが、2019年からはひろせ野鳥の森駅または大麻生駅発着に変更されている。
- 2007年のわくわく鉄道フェスタの際は当駅行きのSL列車（SLパレオエクスプレス20周年記念のもの）も運転された。
- 駅構内には廃車になったかつての車両や、部品供給用の車両が留置されている（広瀬川原車両基地の項も参照）。
- わくわく鉄道フェスタの臨時乗り入れ列車以外の公共交通機関のアクセスは良くなく、秩父本線では隣のひろせ野鳥の森駅からの徒歩が推奨されている（15分）。また、バスでは熊谷市コミュニティバスゆうゆうバスさくら号の大麻生小学校停留所が利用できる（8分）。

## 隣の駅
秩父鉄道
■秩父本線
ひろせ野鳥の森駅 - 広瀬川原駅 - 大麻生駅